# Veliki Gaj
Veliki Gaj (cyr. Велики Гај) – wieś w Serbii, w Wojwodinie, w okręgu południowobanackim, w gminie Plandište. W 2011 roku liczyła 560 mieszkańców.